# Château Ksara
Château Ksara es una compañía vinícola del Valle de Beca en Líbano. Fundada en 1857 por los miembros de una comunidad cristiana de la región, Ksara elaboró el primer vino seco en el país. El vino de Ksara es el más popular de Líbano pero debido al gran número de libaneses en el extranjero, se puede conseguir en diferentes partes del mundo. 

## Productos
Cabernet Sauvignon, Merlot, Cabernet Franc, Syrah, Mourvèdre, Tempranillo, Grenache, Carignan y Cinsault, Chardonnay, Sauvignon blanc, Sémillon, Gewurztraminer, Muscat, Clairette y Ugni Blanc. Ksara hace vino tinto, vino seco y blanco, rosé, vino dulce, vino fortificado, la bebida nacional libanesa: el Arak, como también coñac.

## Galardones internacionales
El vino de Ksara ha sido presentado en competiciones de cata de vinos alrededor del mundo. En 2004 Château Ksara ganó dos medallas de oro otorgadas por Vinalies Internationales en París, Francia. 